# جاستن بيبر
جاستن درو بيبر (/biːbər/ BEE-bər؛ (بالإنجليزية: Justin Drew Bieber) هو مغني بوب وآر أند بي وكاتب أغاني كندي ولد في 1 مارس 1994. يُعد من أبرز رموز موسيقى البوب المعاصرة، ويُعرف بأدائه الموسيقي المتنوع الذي يشمل عدة أنماط غنائية، كما لعب دورًا مؤثرًا في الموسيقى الشائعة الحديثة.
بدأ الغناء في عام 2007، حيث اكتشفه المنتج الموسيقي  سكوتر براون، والذي أصبح مدير أعماله مستقبلاً، عن طريق موقع يوتيوب عام 2008، حيث أعاد غناء أغاني لمغنيين مثل كريس براون، وني-يو، وأشر، وجاستن تمبرليك، ومن ثم نُقل إلى الولايات المتحدة على يد المغني آشر، حيث قام الاثنان بتأسيس شركة التسجيلات  "آر بي إم جي ريكوردز" (بالإنجليزية: RBMG Records). من أجل توقيع عقد معه في أكتوبر من ذلك العام.
وقد لاقى ألبومه المصغر الأول ماي وورلد (بالإنجليزية: My World) الصادر عام 2009، شهرة عالمية واسعة، ما أسهم في ترسيخ صورته أيقونةً للمراهقين في ذلك الوقت. بعدها أصدر بيبر ماي وورلد 2.0 (بالإنجليزية: My World 2.0)، أول ألبوم أستوديو له، في عام 2010، وهو ألبوم يغلب عليه طابع البوب الشبابي وحقق نجاحًا تجاريًا، حيث ظهر لأول مرة في صدارة بيلبورد 200، ليصبح جاستن بيبر أصغر مغني منفرد من الذكور يتصدر القائمة منذ 47 عامًا. احتوى الألبوم على أغنيته الشهيرة "بيبي" (بالإنجليزية: Baby)، والتي أصبحت واحدة من أعلى الأغاني المنفردة مبيعًا على الإطلاق في الولايات المتحدة.
بعدها قام بيبر بإصدار ثاني ألبوم استوديو له بعنوان أندر ذا ميسلتو (بالإنجليزية: Under the Mistletoe) في نوفمبر 2011، والذي أصبح أول ألبوم لعيد الميلاد لفنان ذكر يظهر لأول مرة في المرتبة الأولى في الولايات المتحدة. أصدر بيبر ألبوم بيليڤ (بالإنجليزية: Believe)، ثالث ألبوم استوديو له، في عام 2012، حيث اختبر نفسه مع موسيقى بوب الرقص واستمر حتي أصبح أول فنان في التاريخ بخمسة ألبومات رقم واحد في الولايات المتحدة في سن 18. في الفترة ما بين 2013 و2014، كان بيبر متورطًا في العديد من الخلافات والقضايا القانونية، والتي كان لها تأثيرها الكبير على صورته العامة. أصدر بيبر رابع ألبوم استوديو له بعنوان بيربوس (بالإنجليزية: Purpose) في نوفمبر 2015، والذي أصبحت ثلاثة أغاني منه رقم واحد في الولايات المتحدة وهم: "وات دو يو مين؟" (بالإنجليزية: What Do You Mean?)، و"سوري" (بالإنجليزية: Sorry)، و"لوڤ يورسيلف" (بالإنجليزية: Love Yourself). بعدها أصبح بيبر أول فنان في التاريخ يشغل المراكز الثلاثة الأولى في مخطط المملكة المتحدة للأغاني المنفردة. لعب الاتجاه الموسيقي لأغنيته "وير آر يو ناو" (بالإنجليزية: Where Are Ü Now)، والتي يرجع لها الفضل في اكتشاف بيبر نفسه في الموسيقى الإلكترونية الراقصة، دورًا أساسيًا في الألبوم، والتي فازت بجائزة غرامي لأفضل تسجيل رقص/إلكتروني. وبعد إصدار ألبوم بيربوس، شارك بيبر في العديد من الأغاني الساحقة النجاح، والتي أصبحت أيضاً رقم واحد، منها "كولد ووتر" (بالإنجليزية: Cold Water)، و"ليت مي لوڤ يو" (بالإنجليزية: Let Me Love You)، و"ديسباسيتو (ريمكس)" (بالإنجليزية: Despacito) و"آيم ذا وان" (بالإنجليزية: I'm the One) (وصل كلاهما إلى المركز الأول على بيلبورد هوت 100 في الولايات المتحدة كل أسبوع على حدة، مما جعل بيبر أول فنان في التاريخ يرسم أغاني رقم واحد جديدة في أسابيع متتالية.)، و"فريندز" (بالإنجليزية: Friends)، و"10,000 Hours" (بالإنجليزية: 10,000 Hours) التي فازت بجائزة غرامي لأفضل أداء ثنائي/مجموعة كانتري. سُميت "دسبسيتو" كأعظم أغنية لاتينية في التاريخ من قِبل مجلة بيلبورد وأكسبت بيبر أول جائزة غرامي لاتينية (بالإنجليزية: Latin Grammy Award) له في مسيرته المهنية.
في 2020، أصدر بيبر ألبومه الخامس، تشينجز (بالإنجليزية: Changes)، والذي يغلب عليه طابع الآر أند بي، والذي ظهر لأول مرة في المركز الأول في كلٍ من الولايات المتحدة والمملكة المتحدة. كما قدم أغنية دويتو مستقلة مع أريانا غراندي، "ستاك ويث يو" (بالإنجليزية: Stuck with U)، ظهرت لأول مرة في صدارة بيلبورد هوت 100. عاد بيبر إلى جذوره في موسيقى البوب في ألبومه السادس، جستس (بالإنجليزية: Justice) (2021)، والذي تضمن أغنيته الناجحة عالميًا "بيتشز" (بالإنجليزية: Peaches)، والذي ظهر لأول مرة بصدارة بيلبورد 200، مما يجعل جاستن بيبر أصغر مغني منفرد يمتلك ثمانية ألبومات رقم واحد في الولايات المتحدة، وهو رقم قياسي سبق وأن احتفظ به إلفيس بريسلي منذ عام 1965. في نفس العام، أصدر بيبر مع ذا كيد لاروي أغنية "ستاي" (بالإنجليزية: Stay)، والتي أصبحت ثامن أغنية منفردة له رقم واحد في الولايات المتحدة.
باع بيبر أكثر من 150 مليون تسجيل على مستوى العالم؛ وهو ما جعله واحداً من أفضل المغنيين الذين حصلوا على أكثر مبيعات في العالم على الإطلاق. وأصبح أيضاً ثاني شخص في العالم يصل إلى 100 مليون متابع على تويتر (كيتي بيري كانت أول من وصل). حصل بيبر على ثلاث شهادات ماسية من رابطة صناعة التسجيلات الأمريكية على الأغاني الثلاث "بيبي"، و"سوري"، و"ديسباسيتو". كما حصل على الكثير من الجوائز خلال مشواره الفني، منها جائزتان غرامي (بالإنجليزية: Grammy Awards)، وجائزة غرامي لاتينية (بالإنجليزية: Latin Grammy Award)، و18 جائزة موسيقى أمريكية (بالإنجليزية: American Music Award)، وثمانية جوائز جونو (بالإنجليزية: Juno Awards)، وجائزتي بريت (بالإنجليزية: Brit Awards)، وجائزة بامبي (بالإنجليزية: Bambi Award)، و26 جائزة بيلبورد الموسيقية (بالإنجليزية: Billboard Music Award)، و21 جائزة إم تي في للموسيقى الأوروبية (بالإنجليزية: MTV Europe Music Award) (الأكثر فوزًا عن أي فنان)، و23 جائزة اختيار المراهقين (بالإنجليزية: Teen Choice Award) (الأكثر فوزًا عن أي ذكر). وتم إدراجه أربع مرات في قائمة فوربس لأقوى المشاهير وأكثر 100 شخص تأثيراً في العالم في 2011، و2012، و2013. وفي عام 2016، أصبح بيبر أيضاً أول فنان في العالم يتخطى إجمالي 10 مليارات مشاهدة من Vivo على موقع يوتيوب. وكذلك حطم 33 رقم قياسي في موسوعة غينيس.

## حياته

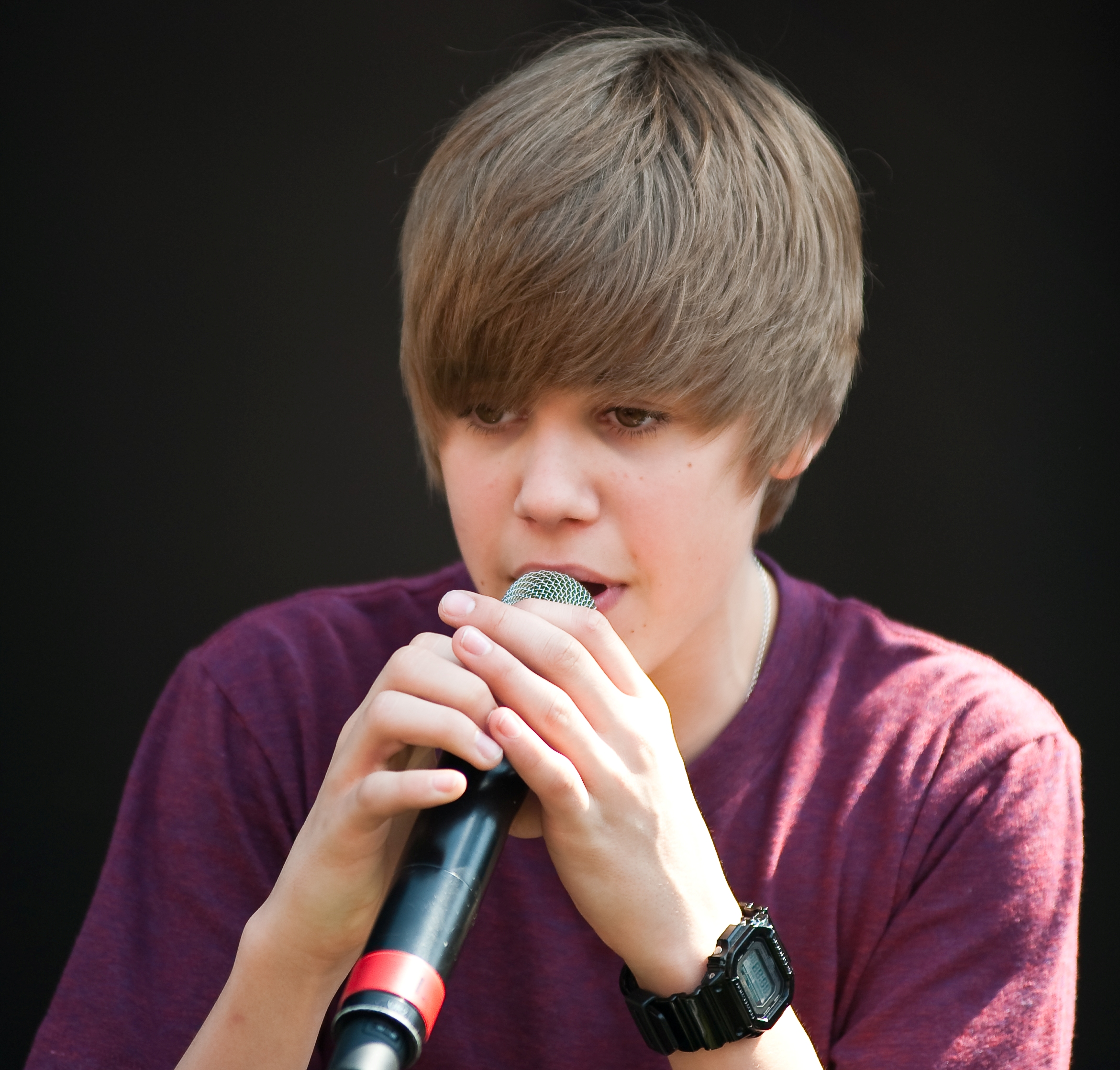
بيبر في عام 2010.

ولِد جاستن درو بيبر في 1 مارس 1994، في مدينة لندن الكندية، مقاطعة أونتاريو، في مستشفى سانت جوزيف. ونشأ في مدينة ستراتفورد. هو الطفل الوحيد لجيريمي جاك بيبر وباتي ماليت، واللذان لم يتزوجا مُطلقاً. قامَت الأُم باتي بتربية إبنُها بمُساعدة والدتُها ديان وزوج والدتها بروس. لدي بيبر أصول فرنسية كندية، وأيرلندية، واسكتلندية، وإنجليزية، وألمانية.
لدى جاستن ثلاثة إخوة من والده هم: «جازمين» (2009)، و«جاكسون» (2010)، و«باي» (2018)، والأخيرة «آلي» هي ابنة زوجة أبيه الحالية من علاقة سابقة. عملت باتي بسلسلة من الوظائف المكتبية منخفضة الأجر، ونشأ بيبر مع أمه وحيدًا في سكن لذوي الدخل المنخفض. كما حافظ بيبر على علاقته مع والده.
اِلتحق بيبر بمدرسة إبتدائية باللغة الفرنسية في ستراتفورد، وهي مدرسة جان سوفي الكاثوليكية. منذ صغره تعلم العزف على البيانو، والطبل، والقيثارة، والبوق. تخرج من المدرسة الثانوية في ستراتفورد، وهي مدرسة مدرسة القديس مايكل الكاثوليكية الثانوية في عام 2012 بمعدل تراكمي 4.0. غنى بيبر في مسابقة غناء محلية في ستراتفورد في أوائل عام 2007 وعمره 12 عاما، وقام بغناء أغنية ني-يو مريض جدًا، وحصل على المركز الثاني. نشرت أمه باتي شريط فيديو لأداءه على موقع يوتيوب لتشاهده العائلة والأصدقاء. وتابعت تحميل أشرطة الفيديو لغناء بيبر لأغلفة مختلف أغاني الآر أند بي، مما أدى لزيادة شعبية بيبر على الموقع. في نفس العام أدي بيبر عروض أمام خطوات مسرح آفون خلال موسم السياحة.

## الحياة المهنية

### 2008–2009: البدايات المهنية وماي ورلد
أثناء البحث عن فيديوهات لمغني مختلف نقر سكوتر براون مدير التسويق السابق لدى تسجيلات سو سو ديف على واحد من فيديوهات بيبر لعام 2007 بالصدفة. وتأثر به وتعقب المسرح الذي كان بيبر يؤدي فيه، وموقع مدرسة بيبر، وأخيرًا اتصل بماليتي، والتي كانت مترددة بسبب ديانة براون اليهودية. فتذكرت الصلاة قائلة: «يا الله أعطيته لك. يمكنك أن ترسل لي رجلًا مسيحيًا، علامة تجارية مسيحية!»، و«الله أنت لا تريد أن يكون هذا الرجل اليهودي رجل جاستن أليس كذلك؟»، ومع ذلك أقنعها شيوخ الكنيسة بالسماح لبيبر بالرحيل مع براون. في عمر الـ13 ذهب بيبر إلى أتلانتا (جورجيا) مع براون لتسجيل الأشرطة التجريبية. بدأ بيبر في الغناء لدى أشر بعد أسبوع واحد.
سجل بيبر قريبًا إلى ريمون براون ميديا جروب، وهو مشروع مشترك بين براون وأشر. كان جاستن تمبرليك أيضًا في سباق للتوقيع مع بيبر لكنه خسر حرب العطاءات لصالح أشر. سعى أشر بعد ذلك للحصول على المساعدة في إيجاد منزل للفنان من المدير كريس هيكس، والذي ساعد مهندس الاختبار مع اتصاله بـإل آي ريد وذا آيلاند ديف جام ميوزيك جروب. سجل ريد بيبر إلى آيلاند ريكوردز في أكتوبر 2008 (نتج عنه مشروع مشترك بين تسجيلات آر بي إم جي وآيلاند ريكوردز) وعين هيكس نائبًا تنفيذيًا لمدير ديف جام، حيث يمكنه إدارة مسيرة بيبر المهنية. ثم ذهب بيبر مع والدته إلى أتلانتا لمواصلة العمل مع براون وأشر. وأصبح براون مدير بيبر في 2008.
أغنية بيبر المنفردة الأولى وان تايم صدرت للراديو عندما كان بيبر يسجل ألبومه الأول. وصلت الأغنية إلي رقم 12 في كاناديان هوت 100 أثناء الأسبوع الأول من إصدارها في يوليو 2009 ولاحقًا وصلت إلى رقم 17 في قائمة بيلبورد هوت 100 في الولايات المتحدة. خلال خريف عام 2009، نجحت في الأسواق الدولية. صُنفت الأغنية بلاتين في كندا والولايات المتحدة، وذهبا في أستراليا ونيوزيلندا. وكان أول إصدارته أسطوانة مطولة بعنوان ماي ورلد، وتم إصدارها في 17 نوفمبر 2009. وكانت ثاني أغنية منفردة للألبوم هي ون ليس لونلي غيرل، وأغنيتان منفردتان ترويجيتان لوف مي وفيفورت غيرل صدرا حصريًا على متجر آي تيونز وصُنِفَا ضمن أعلي الـ40 من قائمة بيلبورد هوت 100 الأمريكية.
صدرت ون ليس لونلي غيرل أيضًا للراديو ووصلت لأعلى الـ20 في كندا والولايات المتحدة، ثم صُنفت ذهبية. وصُنفت ماي ورلد في النهاية بلاتين في الولايات المتحدة وبلاتين مزدوج في كلا من كندا والمملكة المتحدة. للترويج عن الألبوم أدي بيبر في العديد من العروض الحية مثل: جولتي إم تي في يو وفي إم إيه 09، والبرنامج الأوروبي القبة، وقناة واي تي في، وبرنامج النجم القادم، وبرنامج عرض اليوم، وبرنامج ويندي ويليامز شو، وبرنامج ليلة لوبيز، وبرنامج ألين دي جينيريس شو، وبرنامج أنه مع أليكسا تشونغ، وبرنامج صباح الخير يا أمريكا، وبرنامج تشيلسي لايتلي، وقناة بيت، وبرنامج بارك & 106. اِستُضِفَ بيبر في حلقة ترو جاكسون، في بي في أواخر 2009.
أدي بيبر في برنامج رون ميلر وبرايان ويلس يومًا ما في عيد الميلاد للرئيس الأمريكي باراك أوباما والسيدة الأولى ميشيل أوباما في البيت الأبيض من أجل الكريسماس في واشنطن، والذي بُث في 20 ديسمبر 2009 في البث التلفزيوني الأمريكي شبكة تورنر التلفزيونية. بيبر كان أيضًا واحد من المؤدين في عشية رأس السنة الجديدة لرئيس ديك كلارك مع رايان سيكرست في 31 ديسمبر 2009.

### 2010–2011:ماي ورلد 2.0ونيفر ساي نيفر
كان بيبر مقدم في حفل توزيع جوائز الغرامي الثاني والخمسين في 31 يناير 2010. تمت دعوته ليكون مغنيًا من أجل إصدار جديد لـنحن العالم (أغنية كتبها مايكل جاكسون ولاينل ريتشي) لذكراها الـ25 لتستفيد هايتي بعد الزلزال. غني بيبر الخط الافتتاحي، الذي غناه لاينل ريتشي في النسخة الأصلية.
في 12 مارس 2010 صدرت نسخة من وايفين فلاغ لـكينان التي تم تسجيلها من قبل مجموعة من الموسيقيين الكنديين المعروفين بـفنانون شباب من أجل هايتي. تضمنت الأغنية بيبر مؤديًا الخطوط الختامية.
في يناير 2010 صدرت أغنية بيبي من ألبومه الأول ماي ورلد 2.0. تتضمن الأغنية لوداكريس، وأصبحت أغنية عالمية. احتلت المركز الخامس في قائمة بيلبورد هوت 100 الأمريكية، وبلغت ذروتها في المرتبة الثالثة على كاناديان هوت 100 ووصلت العشرة الأوائل في العديد من الأسواق الدولية. الأغنيتان المنفردتان الترويجيتان نيفر ليت يو غو، ويو سمايل كانت أعلى الأغاني الثلاثين في هوت 100 الأمريكية، وأعلى الأغاني الـ20 في كندا. وفقًا لـميتاكريتيك، تلقى الألبوم مراجعات إيجابية بشكل عام. واحتل المركز الأول بيلبورد 200، ما جعل بيبر أصغر ذكر منفرد يمثل على أعلى اللائحة منذ ستيفي وندر في 1963. ماي ورلد 2.0 أيضًا احتل رقم واحد في لائحة الألبومات الكندية، ولائحة الألبومات الأيرلندية، وأريا تشارتس، وريكورديد ميوزيك إن زيت ووصل للعشرة الأوائل من خمسة عشر دولة أخرى.
للترويج عن الألبوم ظهر بيبر في العديد من البرامج الحية وتتضمن برنامج ذا فيو، وجائزة اختيار أطفال نكلوديون لعام 2010، وبرنامج نايت لايت، وبرنامج العرض المتأخر مع ديفيد ليترمان، وبرنامج القبة وبرنامج بارك & 106. ظهر شون كينغستون في الأغنية المنفردة التالية للألبوم إيني ميني. وصلت الأغنية للعشرة الأوائل في المملكة المتحدة وأستراليا، وقمة العشرين في معظم الأسواق الأخرى. في 10 أبريل 2010 كان بيبر ضيف موسيقي في برنامج ساترداي نايت لايف. في 4 يوليو 2010 أدي بيبر في مايسيز في مدينة نيويورك. الأغنية المنفردة التالية من ألبوم ماي ورلد 2.0 سومبودي تو لوف، وصدرت في أبريل 2010، وصدر ريمكس يتضمن أشر. في 23 يونيو 2010 ذهب بيبر إلي جولته الرسمية الأولى بعنوان ماي ورلد تور، بادئا في هارتفورد (كونيتيكت) للترويج عن ألبومي ماي ورلد وماي ورلد 2.0. في مايو 2010 ظهر بيبر في أغنية سولجا بوي تل إم فتاة غنية. في يوليو 2010 أُفيد أن بيبر كان أكثر المشاهير بحثًا على شبكة الإنترنت. في نفس الشهر تجاوز الفيديو الموسيقي لأغنيته بيبي فيديو ليدي غاغا لأغنية رومانسية سيئة (2009) كالأكثر مشاهدة، وأيضًا كالأكثر كراهية. على الرغم من أن فيديو تايلور سويفت لأغنيتها المنفردة بلانك سبيس (2014) تجاوز عدد مرات المشاهدة في عام 2015. في سبتمبر 2010 أُفيد أن بيبر مثل 3 ٪ من إجمالي حركة المرور علي تويتر وفقا لموظف في موقع التواصل الاجتماعي.

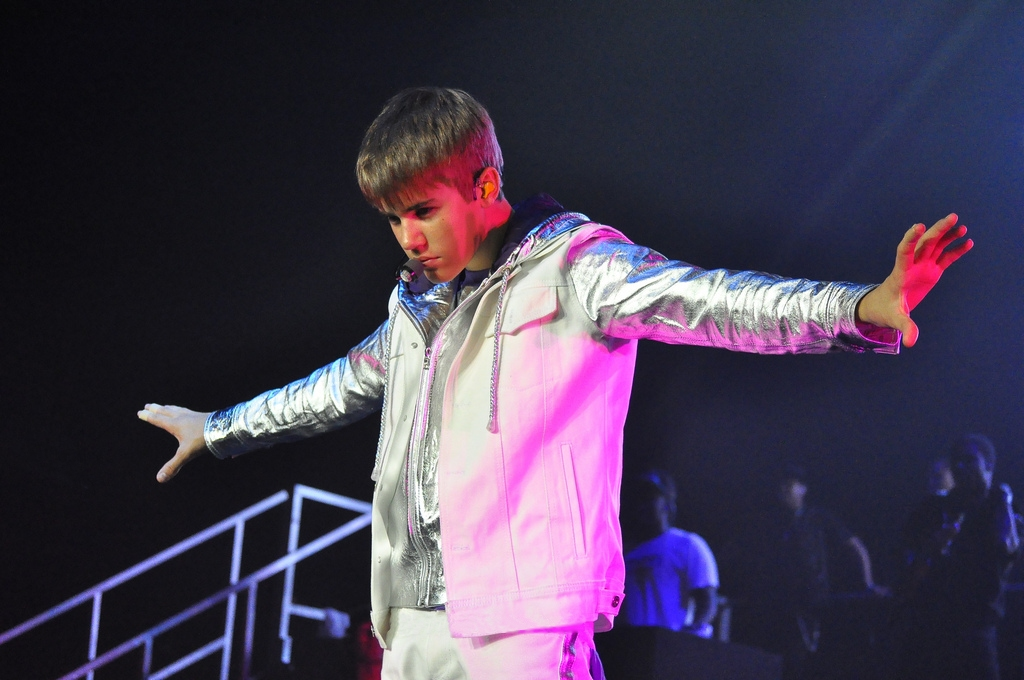
بيبر يؤدي في أندونيسيا أثناء جولة ماي ورلد تور (2011).

في ألبوم ماي ورلد 2.0 لوحظ أن صوت بيبر كان أعمق مما كان عليه في أسطوانته المطولة الأولى بسبب البلوغ. في أبريل 2010 علق المغني فيما يتعلق بغناءه: «إنه شقوق. مثل كل صبي في سن المراهقة، وأنا أتعامل معها ولدي أفضل مدرب صوتي في العالم. بعض الملاحظات التي أثرتها على أغنية»بيبي«لا يمكنني الوصول إليها بعد الآن. علينا أن نخفض المفتاح عندما أغني مباشر.» ظهر بيبر كضيف في العرض الأول لدراما الجريمة الأمريكي لقناة سي بي إس مسلسل سي اس آي: التحقيق في موقع الجريمة، الذي تم بثه في 23 سبتمبر 2010. فقد لعب دور «مراهقا مضطربا يواجه قرارا صعبا بشأن أخيه الوحيد»، وهو أيضا منفذ تفجيري متسلسل. كما كان بيبر أيضا في حلقة لاحقة من المسلسل، والذي تم بثه في 17 فبراير 2011، والذي قُتلت فيه شخصيته. أدي بيبر مجموعة متنوعة من أغانيه الفردية يو سمايل، وبيبي، وسومبودي تو لوف، وقام بلعب الطبول لفترة وجيزة، في حفل توزيع جوائز إم تي في للأغاني المصورة للعام 2010 في 12 سبتمبر 2010. أعلن بيبر في أكتوبر 2010 بأنه سوف يصدر ألبوم صوتي بعنوان ماي ورلدس أكوستيك. وتم إصداره في 26 نوفمبر 2010 في الولايات المتحدة وتضمن نسخ صوتية لأغاني من ألبوماته السابقة، ورافق الإصدار أغنية جديدة بعنوان أصلي.
في 11 فبراير 2011 تم إصدار فيلم ثلاثي الأبعاد ذو جزء من السيرة والحفل الموسيقي من بطولة بيبر وبعنوان جاستن بيبر: لا تقل لا أبدا. من إخراج مخرج ستيب أب ثري دي جون إم تشو. وقد تصدر شباك التذاكر بإجمالي يُقدر بـ12.4 مليون دولار في يوم الافتتاح من 3،105 مسارح. لقد حقق إجمالي 30.3 مليون دولار في نهاية الأسبوع وهُزم بواسطة فيلم الكوميديا الرومانسية جست جو وذ إت، والذي حقق 31 مليون دولار. يُقال أن لا تقل لا أبدا يفوق توقعات الصناعة، وهو ما يقرب من 31.1 مليون دولار التي جمعتها مايلي سايرس في فيلم هانا مونتانا ومايلي سايروس:أفضل حفلة في كلا العالمين لعام 2008، والذي يحمل تسجيل لأول مرة لأول فيلم وثائقي موسيقي. حصل لا تقل لا أبدا علي إجمالي 98،441،954 دولارا في جميع أنحاء العالم. هذا الفيلم مصحوب بواسطة ألبومه الريمكس الثاني نيفر ساي نيفر: ذا ريمكسس، الذي صُدر في 14 فبراير 2011، ويتضمن ريمكسات لأغاني من ألبومه الأول، مع ظهور ضيوف: مايلي سايرس، وكريس براون، وكانييه ويست من بين الآخرين. تتضمن أغنية واحدة من الألبوم وهي لابد أن يكون هذا أنا فريق راسكال فلاتس، وأكسبته أول جائزة له في موسيقي الريف عن الفيديو التعاوني لهذا العام في جوائز سي إم تي الموسيقية في يونيو 2011. جعلت مجلة تايم بيبر واحدا من 100 شخص الأكثر تأثيرا في العالم في قائمتها السنوية. في يونيو 2011 صُنف بيبر في المرتبة الثانية في قائمة فوربس لأفضل المشاهير الذين تقل أعمارهم عن 30 عاما. فهو النجم الصغير و1 من 7 موسيقيين في القائمة، حاصلا علي 53 مليون دولار في فترة 12 شهرا. في نفس الشهر صُدرت أغنيته بجانبك مع المغني الأمريكي كريس براون. تم تسريب الفيديو غير المكتمل لتلك الأغنية عبر الإنترنت في 6 يونيو، وتم إصدار الفيديو الرسمي في 17 يونيو. في 1 نوفمبر 2011 أصدر بيبر ألبوم عيد الميلاد تحت عنوان أندر ذا ميسيلتو كألبومه الإستديو الثاني. حصل الألبوم علي رقم 1 في بيلبورد 200، وبيع 210،000 نسخة في الأسبوع الأول من صدوره. الأغنية المنفردة الأولي من الألبوم هي ميسيلتو، وحصلت علي رقم 1 في لائحة عطلة بيلبورد للأغاني الرقمية الأمريكية. أعاد بيبر تسجيل أغنية ماريا كاري المنفردة كل ما أريد لعيد الميلاد هو أنت مع كاري للألبوم.

### 2012–2014:بيليف، وجورنالز، وظهور أخر
في أواخر 2011 بدأ بيبر في تسجيل ألبومه الإستديو الثالث بعنوان بيليف. في الأسبوع التالي ظهر بيبر في ألين دي جينيريس شو للإعلان أن أول أغنية منفردة من الألبوم ستُسمي بوي فريند وستُصدر في 26 مارس 2012. حصلت الأغنية علي رقم 2 في قائمة بيلبورد هوت 100 الأمريكية، وبيع مجموعه 521000 وحدة رقمية، وهو ثاني أسبوع مبيعات رقمي لأول مرة علي الإطلاق. لاحظ بيل ويردي من بيلبورد أن الأغنية فشلت في الظهور في المرتبة الأولي لأن التنزيل الرقمي للمسار كان متاحا فقط من خلال متجر آي تيونز، «تقييدا لخيار الشراء لأولئك الذين لا يترددون علي متجر أبل للبيع بالتجزئة». أصبحت أغنية بوي فريند هي أول أغنية منفردة لبيبر تصل إلي أعلي مكانة في كاناديان هوت 100 بواسطة الظهور في رقم واحد والبقاء لمدة أسبوع واحد. ظهر بيبر في أغنية مجموعة الهيب هوب الأمريكية فار إيست موفمينت أعيش حياتي من ألبومهم الإستديو الرابع باس قذر في فبراير 2012. ظهرت الأغنية علي الإنترنت قبل خمسة أيام من تاريخ إصدارها المقرر وبلغت ذروتها في أعلي الثلاثين من بيلبورد هوت 100. أول أغنية منفردة ترويجية من الألبوم أموت بين ذراعيك تم إصدارها في 29 مايو 2012 وثاني أغنية منفردة ترويجية آول أروند ذا ورلد تتضمن الرابر الأمريكي لوداكريس واتبعت الأسبوع التالي. ثاني أغنية منفردة من ألبوم بيليف آز لونغ آز يو لوف مي تتضمن الرابر بيغ شون وتم إصدارها في 11 يونيو 2012. وحصلت علي رقم ستة في بيلبورد هوت 100.

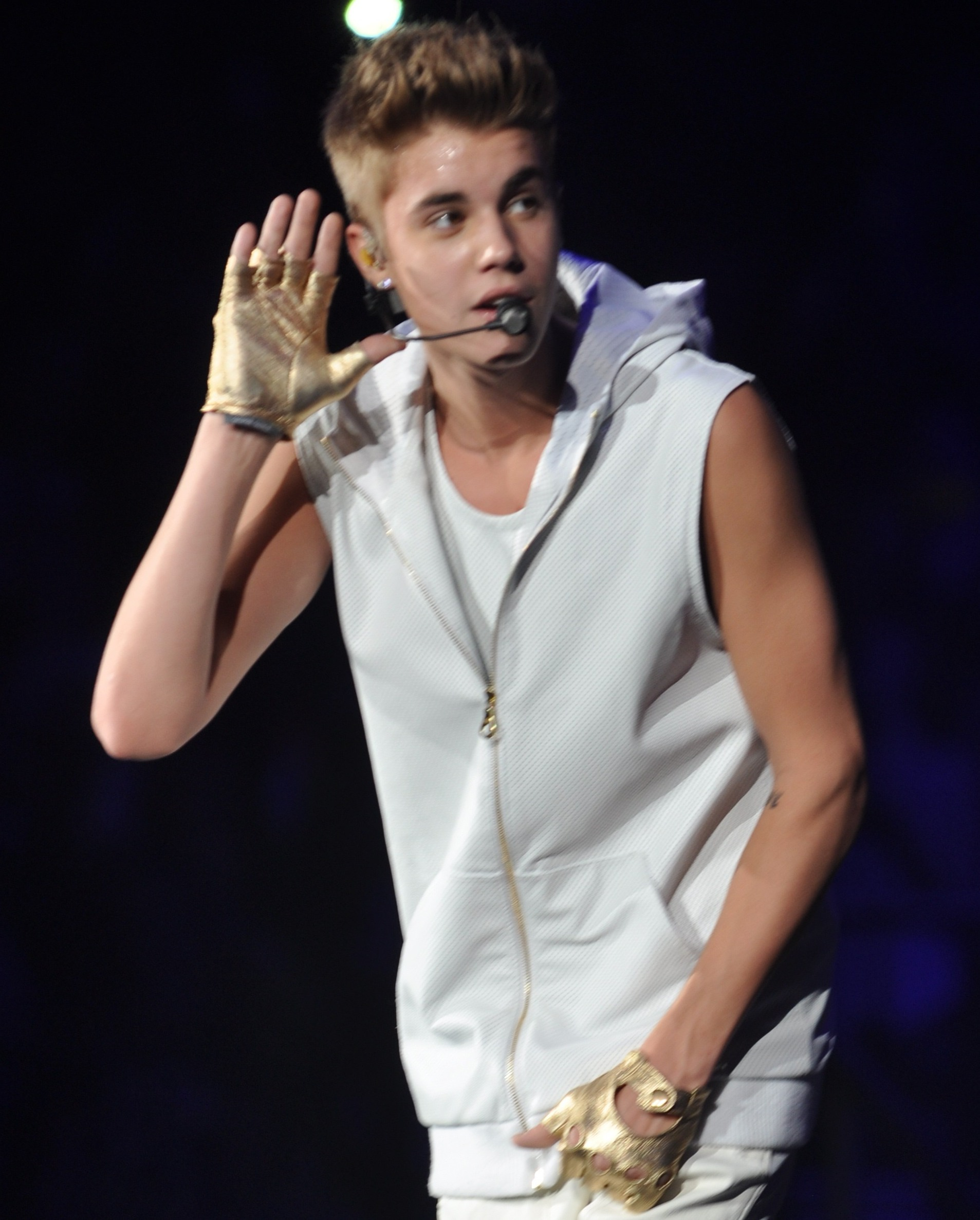
بيبر يؤدي في جولته جولة صدق في أكتوبر 2012.

أُصدر ألبومه الثالث بيليف في 19 يونيو 2012 من قبل آيلاند ريكوردز. يُعتبر الألبوم خروجا موسيقيا عن صوت بوب الشباب لإصداراته السابقة، ويتضمن عناصر من أنواع رقص البوب وآر أند بي معاصر. عزما علي تطوير صوت أكثر نضجا تعاون بيبر مع مجموعة واسعة من المنتجين الحضريين للإصدار وكذلك بعض المتعاونين منذ فترة طويلة بما في ذلك رودني جيركينز، وهيت بوي، وديبلو، وماكس مارتن. أشادت إنترتينمنت ويكلي بالتحول الموسيقي لـبيبر واصفا الألبوم بأنه «إعادة ابتكار وإعادة تقديم». لاحظت رولينغ ستون الصوت الأعمق والمزيد من الإيقاعات «الموجودة» في الألبوم، علي الرغم من أنه سخر من أحد كلماته الملطفة للنضج الجنسي المكتشف حديثا («إذا نشرت أجنحتك، فيمكنك الطيران معي بعيدا»). ظهر بيليف لأول مرة في المرتبة الأولى في بيلبورد 200، ليصبح رابع ألبوم له رقم واحد. باع الألبوم 57،000 نسخة في أسبوعه الأول في كندا، ظهر لأول مرة في القمة علي لائحة الألبومات الكندية. في سبتمبر 2012 ظهر بيبر في أغنية جميلة، وهي أغنية من ألبوم الإستوديو الثاني لـكارلي راي جيبسن قبلة (2012). في أكتوبر 2012 تم إصدار الأغنية الفردية الثالثة من ألبوم بيليف بيوتي أند أ بيت التي تضم الرابر نيكي ميناج. سجل مقطع الفيديو الموسيقي أكبر عدد من مشاهدات الفيديو خلال 24 ساعة عندما تم إصداره، مع 10.6 مليون مشاهدة.
بدأت بيليف تور التي روجت للألبوم في سبتمبر 2012 في غلانديل (أريزونا). في 14 ديسمبر 2012 ظهر بيبر في ألين دي جينيريس شو حيث أعلن عن خطط لإصدار ألبوم صوتي بعنوان بيليف أكوستيك، والذي صدر في 29 يناير 2013.
عاد بيبر إلي برنامج ساترداي نايت لايف كضيف وضيف موسيقي في حلقة 9 فبراير 2013. انتقد النقاد ظهوره وأعضاء فريق الممثلين؛ بما في ذلك كيت مكينون التي ذكرت أن بيبر لم يكن مرتاحا لواجبات الاستضافة، وبيل هادر الذي صرح بأنه لم يستمتع بحضور بيبر أو حاشيته. أضاف هادر أنه في السنوات الثماني التي قضاها في البرنامج كان بيبر هو المضيف الوحيد الذي عاشت سمعته.
في 7 مارس 2013 أغمي علي بيبر في الكواليس في قبة الألفية بلندن بعد أن اشتكي من مشاكل في التنفس طوال أدائه ونُقل إلي المستشفي. ألغي بيبر حفله الثاني في لشبونة، البرتغال في ألتيس أرينا الذي كان من المقرر عقده في 12 مارس بسبب انخفاض مبيعات التذاكر. استمرت الحفلة في 11 مارس. في منتصف أغسطس 2013 نسخة ريمكس ديو مكررة من أغنية مايكل جاكسون عبد للإيقاع التي لم تصدر سابقا، والتي تضمنت جاستن بيبر تسربت عبر الإنترنت. ردا علي الانتقادات بشأن هذا الريمكس لم يسمح إم جيه إستيت بإصدار هذا التسجيل، ومنذ ذلك الحين بُذلت محاولات لإزالة الأغنية من أكبر عدد ممكن من المواقع وقنوات يوتيوب. في وقت لاحق تم تسريب أغنية بعنوان تورك للرابر ليل تويست، والتي تضم بيبر وكذلك مايلي سايرس، في سبتمبر ظهر بيبر في أغنية مايخور علي لولي مع جوسي جي. تم إصدار فيديو موسيقي لأغنية الألحان، وهي الأغنية الأولى لـماديسون بير في نفس الشهر مع ظهور بيبر ككميو.
في 3 أكتوبر 2013 أعلن بيبر أنه سيصدر أغنية جديدة كل يوم اثنين لمدة 10 أسابيع تمهيدا لفيلم جاستن بيبر - أؤمن، والذي دخل الإنتاج في مايو 2012 وتم إصداره في 25 ديسمبر 2013. والفيلم هو متابعة لفيلم جاستن بيبر: لا تقل لا أبدا، وعاد جون إم تشو للإخراج. تم إصدار الأغنية الأولي هرتبركر في 7 أكتوبر. تم إصدار الأغنية الثانية آول ذات ماترز في 14 أكتوبر، ثم هولد تايد في 21 أكتوبر، وريكوفري في 28 أكتوبر، وباد داي في 4 نوفمبر، وآول باد في 11 نوفمبر. الأغنية السابعة بي واي دي، وتضم آر كيلي صُدرت في 18 نوفمبر؛ أعقبته أغنية رولر كوستر في 25 نوفمبر، وتشنج مي في 2 ديسمبر. تم إصدار الأغنية النهائية كونفيدينت التي تضم تشانس ذا رابر في 9 ديسمبر 2013. سيتم عرض جميع المسارات العشر ستُضم في ألبوم تجميعي قادم بعنوان جورنالز. وبحسب ما ورد تضمن خمس أغنيات إضافية لم تُصدر، ومقطع فيديو موسيقي لـآول ذات ماترز، ومقطع فيديو عن أؤمن. كان ألبوم جورنالز متاح فقط للشراء عبر آي تيونز لفترة محدودة فقط: من 23 ديسمبر 2013 إلي 9 يناير 2014. عناوين الأغاني الخمس الجديدة الإضافية هي: وان لايف، وباكباك التي تضم ليل وين، وواتز هاتنين التي تضم فيوتشر، وسواب إت أوت، وممفيس الذي يضم بيغ شون وديبلو. أصدر بيبر أغنية بعنوان هووم تو ماما وتضم المغني الأسترالي كودي سيمبسون في نوفمبر 2014. في نفس الشهر تصدر بيبر قائمة المشاهير الأكثر ربحا الذين تقل أعمارهم عن 30 عاما لـفوربس.
بسبب حل قسم مجموعة يونيفرسال الموسيقية، وذا آيلاند ديف جام ميوزيك جروب، في أبريل 2014 تم نقل بيبر وعدد من الفنانين لاحقا إلي قسم تسجيلات ديف جام المتعلق بـمجموعة يونيفرسال الموسيقية، مما تسبب في عدم توقيع بيبر والفنانين الآخرين علي آيلاند ريكوردز.

### 2015–2017:الهدف

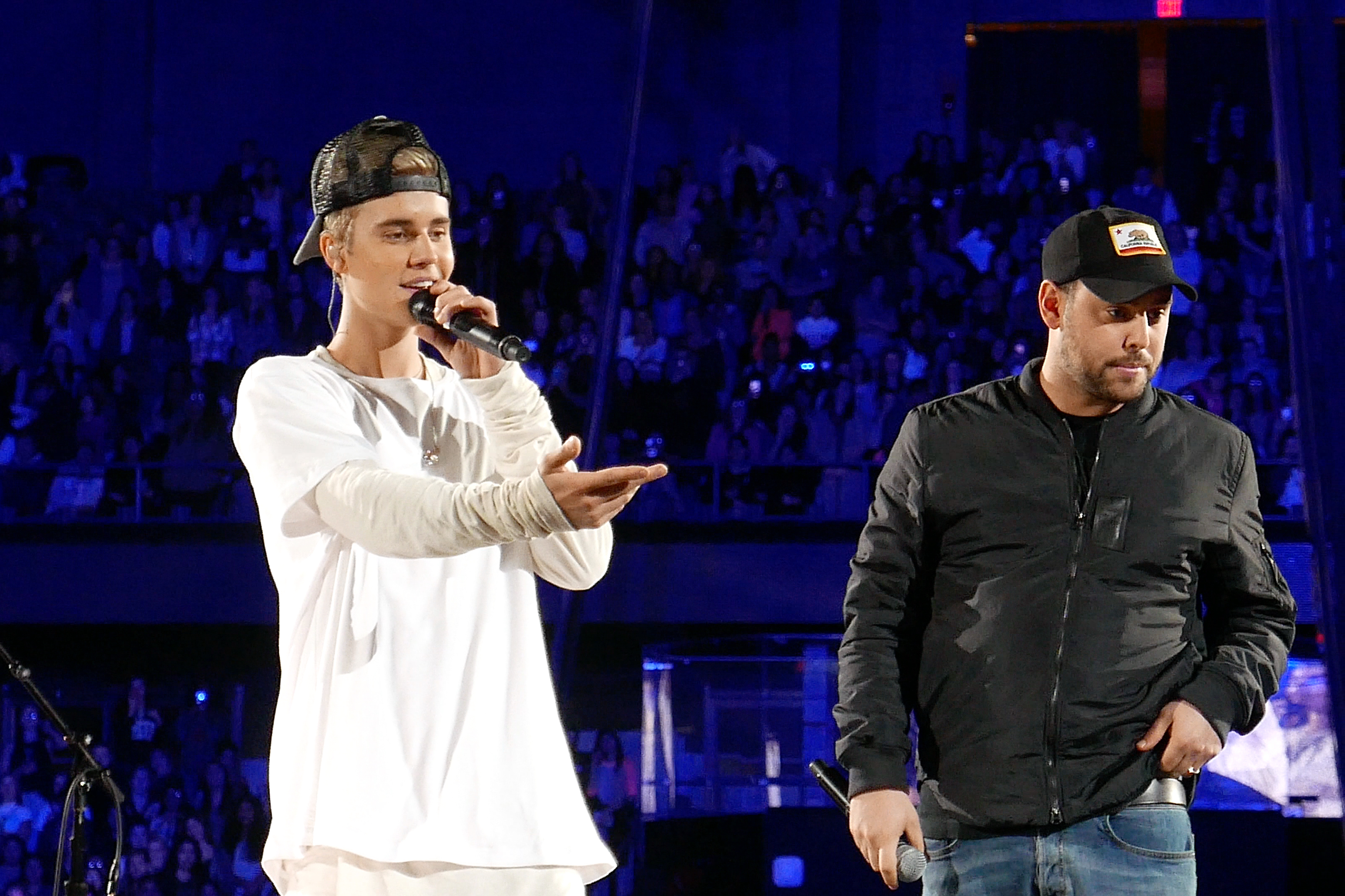
بيبر وسكوتر براون في روسمونت (إلينوي) (2015).

في فبراير 2015 أصدر بيبر أغنية أين أنت الآن، مع جاك يو. فازت الأغنية بـجائزة غرامي لأفضل تسجيل رقص في حفل توزيع جوائز غرامي لعام 2016. في مارس 2015 ظهر بيبر في الفيديو الموسيقي لأغنية كارلي راي جيبسن أنا حقا معجبة بك.
في مارس 2015 كان بيبر هو الشواء المميز في مشوي كوميدي سنترال السنوي الخاص. قام بيبر بتصوير حلقة من سلسلة فوكس تي في الواقعية نوك نوك لايف، وتم بثها قبل إلغاء العرض بعد حلقتين. في 28 أغسطس 2015 أصدر بيبر أغنية فردية جديدة بعنوان ماذا تقصدين؟ كأغنية قيادية منفردة من ألبومه الرابع الهدف. الأغنية هي مزيج من موسيقى بوب الشباب، وموسيقى الرقص الإلكترونية وآر أند بي الصوتي وأصبحت أول أغنية منفردة لبيبر علي بيلبورد هوت 100. أصبح أصغر فنان من الذكور لأول مرة في الجزء العلوي من هذة اللائحة، ودخل موسوعة غينيس للأرقام القياسية. في 23 أكتوبر 2015 أصدر بيبر ثاني أغنية الألبوم المنفردة الثانية بعنوان آسف كتنزيل فوري، وبترتيب مسبق للألبوم علي آي تيونز. ظهرت الأغنية في المرتبة الثانية علي بيلبورد هوت 100. بعد ثمانية أسابيع غير متتالية في المركز الثاني، وفي الأسبوع الذي يُخطط في 23 يناير 2016 صعدت أغنية آسف إلي صدارة اللائحة وأصبح بيبر ثاني رقم واحد علي بيلبورد هوت 100. الأغنية الثالثة من الألبوم أحبي نفسك وحصلت أيضا علي المرتبة الأولي في الولايات المتحدة، مما جعل بيبر أول فنان ذكر في عقد تقريبا يحصل علي ثلاثة أرقام من ألبوم منذ أن قام جاستن تمبرليك بذلك آخر مرة مع ألبومه فيوتشر سكس/لاف ساوندز في 2006/2007. تم إعلان أغنية الرفقة كرابع أغنية منفردة في 8 مارس 2016. في 12 فبراير 2016 تم إصدار ألبومات بيبر الأربعة الأولي علي الفينيل لأول مرة.

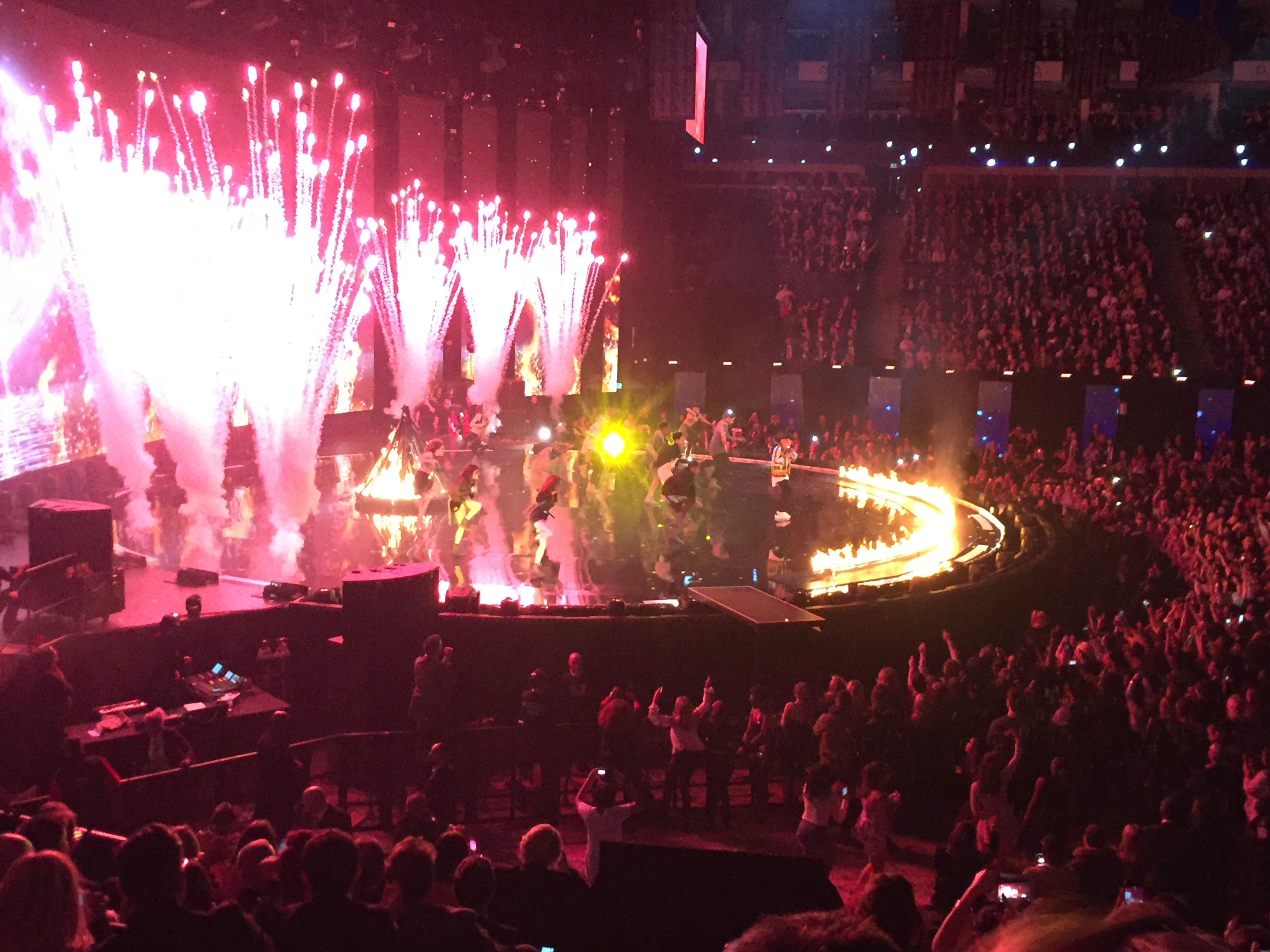
بيبر في جوائز بريت 2016 في قبة الألفية في لندن.

صُدر ألبوم الهدف في 13 نوفمبر 2015، وظهر لأول مرة في المرتبة الأولي في بيلبورد 200، ليصبح الألبوم السادس لبيبر لأول مرة في الجزء العلوي من تلك اللائحة. كان هذا الألبوم الرابع الأكثر مبيعا لعام 2015 حيث بلغت مبيعاته 3.1 مليون نسخة في جميع أنحاء العالم. اعتبارا من يونيو 2016، باع 4.5 مليون نسخة علي مستوي العالم. في 11 نوفمبر 2015 أعلن بيبر أنه سيبدأ جولة الهدف. بدأت الجولة في سياتل، واشنطن في 9 مارس 2016. في 24 يوليو 2017 ألغي بيبر المواعيد المتبقية لجولة الهدف «بسبب ظروف غير متوقعة.»
في 22 يوليو 2016 أصدر بيبر أغنية فردية جديدة مع ماجور ليزر ومو بعنوان مياه باردة. ظهرت الأغنية لأول مرة في المرتبة الثانية في بيلبورد هوت 100، ليصبح ثالث رقم اثنان لبيبر لأول مرة علي اللائحة، مجتازا تسجيل ماريا كاري ليصبح الفنان مع ظهوره لأول مرة في المرتبة الخامسة. في أغسطس 2016 أصدر الدي جي الفرنسي دي جي سنيك وبيبر أغنيتهم التعاونية ليت مي لاف يو، حيث وصلت الأغنية إلي المرتبة الرابعة علي بيلبورد هوت 100. أصدر بيبر وبوست مالون أغنية ديجا فو كأغنية فردية من ألبوم مالون الأول ستوني في سبتمبر 2016. وقد ظهر في الوثائقي الحراس الشخصيين: سر يعيش من برج المراقبة.

### 2017–2019: التعاونات والثغرات
في 16 أبريل 2017 أصدر لويس فونسي ودادي يانكي ريمكس لأغنيتهما ديسباسيتو التي تضم جاستن بيبر. كانت الأغنية أول إصدار لجاستن في عام 2017 والأولي التي يغني فيها باللغة الإسبانية. عزز الريمكس الأغنية الأصلية لأعلي الـ100 في هوت 100، لكونها الأولي ومعظمها باللغة الإسبانية في أعلي الـ10 علي بيلبورد هوت 100 منذ أغنية ماكارينا في عام 1996. الريمكس هو الأكثر مشاهدة في كل العصور علي قاعدة المعرفة الإعلامية الجماهيرية جينيس، مع 21.2 مليون مشاهدة.
قدم بيبر، إلي جانب كويفو، وتشانس ذا رابر، وليل وين، مع دي جي خالد أغنية أنا الواحد، والتي صُدرت في 28 أبريل 2017. وصلت الأغنية إلي رقم 1 علي بيلبورد هوت 100. بعد أسبوع واحد تصدرت أغنية ديسباسيتو اللائحة في الولايات المتحدة، ما جعل الأغنية الأولي ومعظمها باللغة الإسبانية في رقم 1 علي بيلبورد هوت 100 في أكثر من 20 عاما، وأصبحت خامس رقم واحد له وجعلت بيبر أول فنان يحرز رقم 1 جديدا في أسابيع متتالية. في 9 يونيو 2017 تم إصدار أغنية تو يو للدي جي الفرنسي دافيد غيتا، والتي ظهر فيها بيبر. الفيديو الموسيقي لأغنية تو يو لـفيكتوريا سيكريت.
في 17 أغسطس 2017 أصدر بيبر الأغنية الفردية أصدقاء مع منتج الأسطوانات وكاتب الأغاني الأمريكي بلودبوب. اجتمع كتاب الأغاني جوليا مايكلز وجاستن ترانتر مع بيبر لعمل الأغنية، تماما كما ساعدوا في عمل أغنيته الفردية آسف في عام 2015 في ألبومه الاستوديو الهدف. لم يحضر بيبر عرض جوائز الغرامي لعام 2018 لأداء الأغنية المرشحة ديسباسيتو، مدعيا أنه لن يقوم بأي ظهور لعرض جوائز حتي يتم الانتهاء من ألبومه التالي. في يوليو 2018 قدم بيبر، إلي جانب تشانس ذا رابر، وكويفو، مع دي جي خالد أغنية بدون تفكير. كما ظهر في الفيديو الموسيقي المصاحب.
في 25 مارس 2019 أعلن بيبر من خلال إنستغرام أنه سوف يأخذ استراحة من الموسيقى لإصلاح «القضايا العميقة الراسخة» التي كان يتعامل معها. ومع ذلك أعلن لاحقا أن ألبوما خامسا سيُصدر في مهرجان كوتشيلا فالي للموسيقى والفنون 2019.
في 10 مايو 2019 أصدر إد شيران وبيبر أغنية أنا لا أهتم والتي حققت نجاحًا عالميًا حيث وصلت إلى المرتبة الأولى في 26 دولة، بينما بلغت وصلت في المرتبة 2 في الولايات المتحدة.كما بيبر ظهر في ريمكس شخص سئ لـبيلي إيليش، والذي تم إصداره في 11 يوليو.
في 4 أكتوبر 2019، أصدرالثناي دان شاي[بحاجة لمصدر] وبيبر أغنية "1000Hours" والتي أحتلت المرتبة الرابعه علي بيلبورد هوت 100.
في 31 ديسمبر 2019، أصدر بيبر أيضًا مقطعًا دعائيًا يعلن عن سلسلة حلقاته الوثائقية من YouTube Originals من 10 حلقات، والتي ستظهر في حلقات يومي الاثنين والأربعاء،
الألبوم الخامس : في 3 يناير 2020 تم إصدار أغنية "Yummy" كأغنيه رئيسيه من الالبوم وقد أحتلت المركز الثاني على بيلبورد هوت 100. ثم تم إصدار الاغنيه التانيه من الالبوم Intentions بالتعاون مع كويفو والتي أحتلت رقم 9 علي بيلبورد.
في 14 فبراير 2020 أصدر بيبر خامس ألبوم أستديو له Changes والذي أحتل رقم واحد علي مجله بيلبورد 200.

## الحياة الشخصية

### العلاقات
بدأ بيبر بمواعدة المغنية الأمريكية المشهورة سيلينا غوميز في ديسمبر 2010، وانفصلا في نوفمبر 2012. وقد عادا لبعضهما مرة أخرى لبضعة أسابيع حتى انفصلا في يناير 2013. وعادا لبعضهما مرة أخرى لبضعة أشهر في عام 2013، وعام 2014، وعام 2015. وفي أواخر عام 2017 قيل أنهما عادا لبعضهما مرة أخرى حتى انفصلا في مارس 2018.
تمت خطبة بيبر علي العارضة الأمريكية هيلي بالدوين في 7 يوليو 2018. وحصلا على رخصة زواج في سبتمبر 2018. في 14 سبتمبر غردت بالدوين علي تويتر بأنها لم تتزوج من بيبر بعد، إلا أنها حذفت التغريدة بعد ذلك. في 23 نوفمبر أكد بيبر أنه قد تزوج من بالدوين.

### القبض عليه

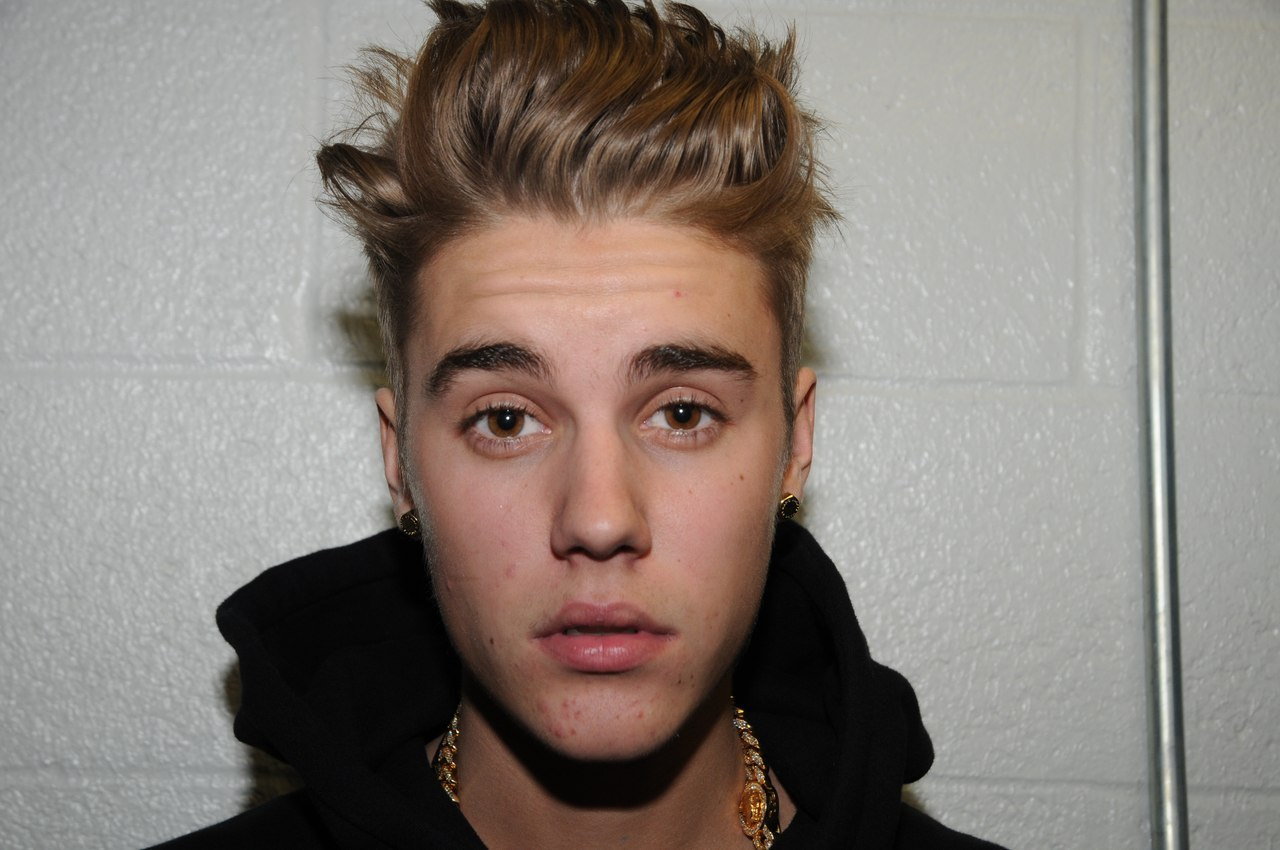
بيبر بعد القبض عليه عام 2014 في ميامي، فلوريدا.

في 23 يناير 2014 أُلقي القبض على بيبر في ميامي بيتش، فلوريدا، مع المغني خليل للاشتباه في القيادة تحت تأثير الكحول (DUI)، والقيادة برخصة منتهية الصلاحية لمدة تزيد عن ستة أشهر، ومقاومة الاعتقال دون عنف. قالت الشرطة أن بيبر أخبر السلطات أنه تناول الكحول، ودخن الماريجوانا، وتناول العقاقير الطبية. وقد أُطلق سراحه من هذه التهم على سند بقيمة 2500 دولار. كشف تقرير عن علم السموم أن بيبر كان مصابا بـرباعي هيدرو كانابينول (أحد المكونات الرئيسية للقنب الهندي) والأدوية المضادة للقلق ألبرازولام في نظامه وقت اعتقاله.

## الأعمال الموسيقية

### ألبومات إستديو
- ماي ورلد 2.0 (2010)
- أندر ذا ميسيلتو (2011)
- بيليف (2012)
- الهدف (2015)
- تشينجز (2020)
- جَستس (2021)

## الجولات
- جولة السلوك الحضري (2009)
- ماي ورلد تور (2010–2011)
- بيليف تور (2012–2013)
- جولة الهدف العالمية (2016–2017)

## وصلات خارجية
- جاستن بيبر على موقع EliteProspects.com (الإنجليزية)

جاستن بيبر على موقع IMDb (الإنجليزية)
- جاستن بيبر على موقع الموسوعة البريطانية (الإنجليزية)
- جاستن بيبر على موقع روتن توميتوز (الإنجليزية)
- جاستن بيبر على موقع ألو سيني (الفرنسية)
- جاستن بيبر على موقع ميوزك برينز (الإنجليزية)
- جاستن بيبر على موقع رولينغ ستون (الإنجليزية)
- جاستن بيبر على موقع أول موفي (الإنجليزية)
- جاستن بيبر على موقع بوكس أوفيس موجو (الإنجليزية)
- جاستن بيبر على موقع قاعدة بيانات الأفلام السويدية (السويدية)
- جاستن بيبر على موقع إن إن دي بي (الإنجليزية)